# Microcavia
Microcavia é um gênero de roedor da família Caviidae.

## Espécies
- Microcavia australis (I. Geoffroy & d'Orbigny, 1833)
- Microcavia niata (Thomas, 1898)
- Microcavia shiptoni (Thomas, 1925)